# Papás por conveniencia
Papás por conveniencia er en mexicansk tv-serie fra 2024. Hovedrollerne spilles af henholdsvis José Ron (Tino Guevara) og Ariadne Díaz (Aidé Mosqueda).